# سعيد سليمان سعيد
سعيد سليمان سعيد (بالإنجليزية: Said Suleiman Said)‏ هو سياسي تنزاني، ولد في 15 يونيو 1958 في سلطنة زنجبار. حزبياً، نشط في الجبهة المتحدة المدنية. وقد انتخب عضو الجمعية الوطنية لتنزانيا.